# Джастін Донава
Джастін Донава (англ. Justin Donawa, нар. 27 червня 1996, Гамільтон) — бермудський футболіст, нападник клубу «Соліхалл Мурс» з Національної ліги, п'ятого дивізіону англійського чемпіонату, а також національної збірної Бермудських островів. Виступав також за «Самерсет Троянс», «Блек Рок» та «Дарлінгтон».
В дитинстві на Бермудських островах займався крикетом і потрійним стрибком, виграв три медалі в регіональних змаганнях і виступав на юнацькому чемпіонаті світу з легкої атлетики 2013 року. Однак успіху досяг у футболі, переїхавши до США, щоб відвідати Беркширську школу, а потім Дартмутський коледж. Донава виграв три чемпіонати Ліги плюща у складі «Біг Грін», а під час перерви в шкільному навчанні грав за «Самерсет Троянс», а під час перерви в коледжі перебував у заявці клубу «Блек Рок». Був заявлений командою «Коламбус Крю» у третьому раунді Супердрафту MLS 2019 року, але клуб так і не уклав контракту з Джастіном.
Представляв молодіжну збірну Бермудських островів, а в 2015 році отримав дебютний виклик до головної національної команди. А вже в своєму другому матчі за збірну Бермуд, в кваліфікації чемпіонату світу проти Багам відзначився своїми першими двома голами за головну збірну.

## Клубна кар'єра

### Ранні роки
Народившись в окрузі Сендіс на Бермудських островах, Донава виріс, займаючись трьома видами спорту: в юності займався легкою атлетикою та грав у футбол і крикет. Донава взяв участь у підготовчому турі Бермудської футбольної асоціації в 2010 році, заробляючи собі місце у Беркширській школі в Шеффілді, штат Массачусетс. Змагаючись разом із Джеком Гаррісоном та земляком Зейко Льюїс, Донава був частиною команди Беркшира, яка виграла титули чемпіона штату класу А NEPSAC у 2012, 2013 та 2014 роках. Його відібрали для участі у Всеамериканських ігор вищої школи 2014 року, разом із Гаррісоном та іншими гравцями NEPSAC Френсісом Атуахене та Едвардом Опоку.
На клубному рівні Джастін виступав за «Блек Рок» під час навчання у Беркширській школі. Він зобов'язався грати у футбольній команді коледжу під керівництвом тренера Чеда Райлі за «Дартмута Біг Грін».

### Виступи за команду коледжу та в аматорських колективах
Донава дебютував за «Дартмут» 3 жовтня 2015 року, вийшовши з лави запасних в першому турі Ліги Великого зеленого Плюща проти Принстону. Провів на полі 48 хвилин, а «Дартмут» здобув перемогу з рахунком 1:0. Донава відзначився своїм першим голом за команду коледжу 24 жовтня, у переможному (2:1) поєдинку проти Колумбії, і відзначився першим голом у турнірі NCAA 22 листопада, коли «Дартмут» вибув у другому раунді від «Сіракуз». Незважаючи на те, що зіграв лише 10 матчів, Джастін відзначився двома голами та трьома передачами, завдяки чому отримав почесну відзнаку Загальної Ліги плюща. На другому курсі Донава виборов місце в стартовому складі «Дартмута», в яких відзначився трьома голами і чотирма результативними передачами в 17 матчів. Всі три його голи виявилися переможними: проти Сіетла 11 вересня 2016 року, Нью-Гемпшира 5 жовтня та Коламбії 22 жовтня. «Дартмут» виграв третій поспіль титул переможця Ліги Плюща та знову кваліфікувався у турнір NCAA, але вдруге поспіль поступився в другому раунді «Сіракузам»; а Донава знову відзнаку Загальної Ліги плюща.
Будучи юніором, Донава відзначився трьома голами та віддав 8 результативних передач у 17 матчах. 20 вересня 2017 року відзначився єдиним голом у воротах «Юмасс Лоуелл», завдяки чому «Дартмут» здобув перемогу (1:0), 30 вересня відзначився голом та результативною передачею в поєдинку проти «Принстона» (2:1), 3 жовтня відзначився голом у переможному (3:0) матчі проти «Гофстрою». Таким чином, забив 3 м'ячі та віддав 1 результативну передачу в 4-ох матчах. Залишався провідним гравцем команди Дартмута, яка завоювала свій четвертий поспіль чемпіонат Ліги Плюща, але не виконував удару в серії пенальті, оскільки «Біг грін» вибили з турніру NCAA «Нью-Гемпшир». Джастін потрапив до команди сезони Ліги плюща. Будучи старшокурсником, Донава пропустив більшу частину року через травму, тому встиг відзначитися двома голи та результативною передачею в 6-ти матчах. Відзначися переможними голами в овертаймах 22 та 25 вересня 2018 року проти «Олбані», 2 жовтня провів останній матч за «Дартмут» проти «Вермонта», після чого пропустив кінцівку сезону через розтягнення щиколотки. Загалом за футбольну команду коледжу відзначився 10-ма голами в 50-ти зіграних матчах.

#### «Самерсет Троянс»
Донава пройшов через молодіжну команду «Самерсет Троянс», за яку виступав у Лізі розвитку гравців та в Кубку КО U-14. Дебютував за першу команду «Самерсет» 2 січня 2014 року, вийшовши на поле з лави запасних у переможному (3:2) фінальному поєдинку Трофею дружби проти «Гамільтон Периш». Продовжував виступати за «Самерсет» ще чотири сезони, хоча й нечасто, оскільки мав можливість грати за клуб лише під час перерви в шкільному навчанні. Донава повернувся до «Сомерсета» по ходу сезону 2014/15 років, зігравши проти «Робін Гуда» в «Трофеї дружби» і допоміг клубу вперше за 22 роки виграти бермудський Прем'єр-дивізіон. Однак Джастін не зміг зіграти у переможному вирішальному матчі проти «Саутгемптон Рейнджерс», оскільки під час перебування в збірній отримав розтягнення щиколотки. Під час шкільних канікул допоміг «Самерсет» в чеговому чемпіонаті 2015/16 років, взявши участь у Трофеї дружби. Відзначився останнім голом у переможному (3:0) поєдинку проти «Гамільтон Периш», чим допоміг команді вже в новому році 11-й раз виграти Трофей. У фінальному матчі Донавав на останніх хвилинах першого тайму відзначився голом, завдяки чому його команда обіграла (2:1) «Зебрас». 12 грудня 2016 року відзначився дебютним голом у Прем'єр-дивізіоні Бермуд. Його гол на 8-й хвилині, після передачі Губерта Баттерсфілда, допоміг «Самерсет» зіграти внічию (2:2) з «Девоншир К'югарс». Своїм другим голом у вищому дивізіоні національного чемпіонату відзначився 11 грудня 2017 року, в переможному (3:1) поєдинку проти «Екс-Роуд Варріорз». У тому ж місяці відзначився голом у Святковому турнірі Ліги розширення, а 17 березня зіграв усі 90 хвилин у нічийному (3:3) поєдинку проти «Норз Віллідж Ремз», завдяки чому «Троянс» зберегли за собою місце в Прем'єр-дивізіоні. Матч проти «Норз Віллідж» став останнім для Донави за команду, оскільки він не зміг взяти участь у сезоні 2018/19 років через травму та відсутність міжнародних дозволів.

#### «Блек Рок»
По завершенні юніорського сезону в «Дартмуті», Джастін перебував у складі клубу Premier Development League «Блек-Рок». Не зіграв за команду жодного матчу, але «Блек Рок» кваліфікувався до півфіналу Східної конференції.

### Професіональна кар'єра

#### Перегляди в 2019 році
Донаву так і не обрали для участі в MLS Combine 2019 після того, як Джастін через траму пропустив дорослий сезон у «Дартмуті». Протягом грудня пройшов перегляд у представника шотландського Прем'єршипа Абердін, і хоча «отримав безумовно хороший відгук», клуб його так і не підписав. 14 листопада 2019 року «Коламбус Крю» заявив Джастіна під 66-им порядковим номером для участі в Супердрафті MLS 2019. Він приєднався до клубу на передсезонну підготовку як непідписаний учасник драфту, але в розпал тренувального збору залишив команду, при цьому так і не отримав пропозиції по контракту. Після відходу з «Коламбус Крю» вирушив на перегляд до «Піттсбург Рівергаундз» з United Soccer League, який для бермудця також закінчився невдало. По завершенні Золотого кубку КОНКАКАФ 2019 продовжував шукати собі команду, перебрався до Англії, де вирішив спробувати сили в «Дарлінгтоні» з Національної ліги Північ. Донава під час перегляду вразив головного тренера команди Алуна Армстронга, відзначившись голом у товариському матчі проти «Норзаллертон Таун», по завершенні поєдинку його описували як «перевертача гри» та «настільки хорошого, як золото».

#### «Дарлінгтон»
Після вдалого перегляду в команді, підписав контракт з «Дарлінгтоном» до завершення сезону 2019/20 років. У «Квакерів» на той час вже виступав його співвітчизник, Осагі Баском. Дебютував за «Дарлінгтон» 3 серпня 2019 року в програному (1:3) виїзному поєдинку проти «Фарслі Селтік». У стартовому складі нового клубу дебютував два тижні по тому, в переможному (2:0) матчі проти «Стокпорт Каунті», продемонстрував свою швидкість на лівому фланзі атаки, але після травми захисника переведений на протилежний фланг атаки. Дебютним голом у Національній лізі Північ відзначився в першому виїзному переможному матчі проти «Альфретон Тауна». Продовжував бути основним гравцем команди, за винятком перерв, пов'язаних з виступами за національну команду, хоча й дещо засмучувався, що його використовують як гравця, що виходить з лави запасних частіше, ніж у стартовій 11-ці. У своєму дебютному сезоні в «Дарлінгтоні» відзначився 9-ма голами, завдяки чому став другим найкращим бомбардиром команди. Продовжив угоду ще на один сезон, відзначився ще 2-ма голами в 5-ти матчах,а в жовтні 2020 року залишив команду.

#### «Соліхалл Мурс»
27 жовтня 2020 року підписав контракт з клубом Національної ліги (п'ятий дивізіон англійського чемпіонату) «Соліхалл Мурс». Суму відступних сторони вирішили не розкривати, але North East Sports News припустили, що вона складає 15 000 фунтів стерлінгів плюс бонуси. Дебютував у новій команді чотири дні по тому, вийшовши на заміну в другому таймі програного (1:3) виїзного матчу проти «Мейденгед Юнайтед».

## Виступи за збірну
Вперше Бермудські острови представляв у молодіжній команді, яка грала в кваліфікації молодіжного чемпіонату КОНКАКАФ 2015. Дебютний виклик до тренувального табору національної збірної Бермудських островів отримав напередодні матчів першого раунду кваліфікації чемпіонату світу 2018. А вперше зіграв за збірну 6 березня 2015 року в нічийному (2:2) товариському матчі проти Гренади. Джастін зіграв 58 хвилин, після чого його замінив Джален Гарві. Донава дебютував в офіційних матчах за «Гомбі Ворріорз» 25 березня 2015 року, вийшов у стартовому складі та забив свої перші м'ячі в переможному (5:0) поєдинку кваліфікації чемпіонату світу проти Багамських островів. А його м'ячі на 57-й та 70-й хвилинах встановили остаточний рахунок. Під час перебування в «Дартмуті» продовжував викликатися до національної команди, за період навчання зіграв 6 матчів у національній команді.
У складі збірної був учасником розіграшу Золотого кубка КОНКАКАФ 2019 року у трьох країнах.

## Поза футболом

### Особисте життя
Донава — племінник Роджера Тротта, який у 1990-х роках зіграв п'ять поєдинків у збірній Бермудських островах з крикету. Батько Джастіна, Джей, був бігуном на дистанції, виступав за Оберн у 1990-х; дідусь Делвін Тротт грав за першу бермудську футбольну команду «Девоншир Кольтс» у 1950-х роках; а з молодшим братом Матео разом виступав за «Самерсет Троянс». В бнацькі роки Донава грав у крикет за «Самерсет Крикет Клаб», на позиції швидкого боулера. У травні 2016 року отримав запрошення до складу збірної Бермудських островів, але змушений був покинути цей спорт, заради навчання в американській школі.

### Легкоатлетична кар'єра
Донава розпочав змагатися легкою атлетикою у віці 14 років, вигравши бронзову медаль у потрійному стрибку серед хлопців до 17 років на Іграх КАРІФТА 2011 року. Він повернувся на Іграх CARIFTA 2012 року, вигравши золоту медаль у змаганні зі стрибком 14,63 метра. Кваліфікувався для участі в юніорському чемпіонаті Центральної Америки та Карибського басейну серед легкої атлетики, де зайняв друге місце у категорії «Юніори В» серед чоловіків. Також виступав на молодіжному чемпіонаті світу з легкої атлетики 2013 року, посівши сьоме місце у потрійному стрибку з особистим рекордом 15,65 метра.
У Дартмуті Донава продовжував змагатися потрійним стрибком, водночас розпочав виступати у стрибках у довжину. Посів друге місце в потрійному стрибку на чемпіонаті Ліги Плюща в приміщенні 2016 року зі стрибком 15,57 метра, що стало його найкращим результатом під час навчання в коледжі. У 2017 році посів 17 місце в NCAA East Regional на відкритому повітрі. У своєму останньому році під час навчання в коледжі, взяв участь у чемпіонаті Ліги Плюща у приміщенні 2018 року, який виграв одним стрибком на 15,57 метра. Таким чином, Джасті став першим спортсменом Дартмута, який виграв командний та індивідуальний чемпіонати Ліги Плюща в двох різних видах спорту з часів Адама Нельсона в 1997 році.
| Рік                            | Змагання                                                        | Місто                          | Місце                          | Дисципліна                     | Примітки                       |
| Представляє Бермудські Острови | Представляє Бермудські Острови                                  | Представляє Бермудські Острови | Представляє Бермудські Острови | Представляє Бермудські Острови | Представляє Бермудські Острови |
| ------------------------------ | --------------------------------------------------------------- | ------------------------------ | ------------------------------ | ------------------------------ | ------------------------------ |
| 2011                           | Ігри САРІТА                                                     | Монтего-Бей, Ямайка            | 3-тє                           | Потрійний стрибок              | 13.47 м (вітер: –1.0 м/с)      |
| 2012                           | Ігри САРІТА                                                     | Гамільтон, Бермуди             | 1-ше                           | Потрійний стрибок              | 14.63 м (вітер: +1.6 м/с)      |
| 2012                           | Ігри САРІТА                                                     | Гамільтон, Бермуди             | 4-те                           | Стрибок у довжину              | 6.42 м (wind: –0.5 м/с)        |
| 2012                           | юніорський чемпіонат Центральної Америки та Карибського басейну | Сан-Сальвадор, Сальвадор       | 2-ге                           | Потрійний стрибок              | 14.49 м (wind: –0.3 м/с)       |
| 2013                           | Ігри Саріта                                                     | Нассау, Багами                 | 5-те                           | Потрійний стрибок              | 14.92 м (wind: –1.7 м/с)       |
| 2013                           | Юнацький чемпіонат світу                                        | Донецьк, Україна               | 7-ме                           | Потрійний стрибок              | 15.65 м (wind: +1.1 м/с)       |
| 2014                           | Ігри САРІТА                                                     | Фор-де-Франс, Мартиніка        | 4-те                           | Потрійний стрибок              | 15.22 м (wind: +2.2 м/с)       |

## Статистика виступів

### Клубна
Станом на 19 грудня 2020
| Клуб              | Сезон             | Ліга                       | Ліга  | Ліга | Кубок | Кубок | Континентальні | Континентальні | Інші  | Інші | Загалом | Загалом |
| Клуб              | Сезон             | Дивізіон                   | Матчі | Голи | Матчі | Голи  | Матчі          | Голи           | Матчі | Голи | Матчі   | Голи    |
| ----------------- | ----------------- | -------------------------- | ----- | ---- | ----- | ----- | -------------- | -------------- | ----- | ---- | ------- | ------- |
| «Самерсет Троянс» | 2013–14           | Прем'єр-дивізіон Бермуд    | 0     | 0    | 0     | 0     | –              | –              | 1     | 0    | 1       | 0       |
| «Самерсет Троянс» | 2014–15           | Прем'єр-дивізіон Бермуд    | 1     | 0    | 0     | 0     | –              | –              | 1     | 0    | 2       | 0       |
| «Самерсет Троянс» | 2015–16           | Прем'єр-дивізіон Бермуд    | 0     | 0    | 0     | 0     | 0              | 0              | 2     | 2    | 2       | 2       |
| «Самерсет Троянс» | 2016–17           | Прем'єр-дивізіон Бермуд    | 1     | 1    | 0     | 0     | –              | –              | 1     | 0    | 2       | 1       |
| «Самерсет Троянс» | 2017–18           | Прем'єр-дивізіон Бермуд    | 2     | 1    | 0     | 0     | –              | –              | 1     | 0    | 3       | 1       |
| «Самерсет Троянс» | Загалом           | Загалом                    | 4     | 2    | 0     | 0     | 0              | 0              | 6     | 2    | 10      | 4       |
| «Блек Рок»        | 2018              | Premier Development League | 0     | 0    | –     | –     | –              | –              | 0     | 0    | 0       | 0       |
| «Дарлінгтон»      | 2019–20           | Національна ліга Північ    | 29    | 6    | 4     | 2     | –              | –              | 4     | 1    | 37      | 9       |
| «Дарлінгтон»      | 2020–21           | Національна ліга Північ    | 2     | 0    | 3     | 2     | —              | —              | 0     | 0    | 5       | 2       |
| «Дарлінгтон»      | Загалом           | Загалом                    | 31    | 6    | 7     | 4     | –              | –              | 4     | 1    | 42      | 11      |
| «Соліхалл Мурс»   | 2020–21           | Національна ліга           | 3     | 0    | —     | —     | —              | —              | 1     | 0    | 4       | 0       |
| Усього за кар'єру | Усього за кар'єру | Усього за кар'єру          | 38    | 8    | 7     | 4     | 0              | 0              | 11    | 3    | 56      | 15      |

1. ↑  Всі матчі в Трофеї дружби
2. ↑  Показник голів у чемпіонаті включає другий гол «Дарлінгтона» проти «Честера» 7 грудня 2019 року. Soccerway вказує його як автогол,[38] але офіційний сайт «Дарлінгтона», сторінка результатів BBC Sport та офіційний сайт Національної ліги приписують його Донаві.[39]
3. 1 2  Матчі в Трофеї Футбольної Асоціації

### У збірній
Станом на 19 листопада 2019
| Бермуди | Бермуди | Бермуди |
| Рік     | Матчі   | Голи    |
| ------- | ------- | ------- |
| 2015    | 5       | 2       |
| 2016    | 2       | 0       |
| 2017    | 2       | 0       |
| 2018    | 2       | 0       |
| 2019    | 9       | 1       |
| Загалом | 20      | 3       |

#### Голи за збірні
Рахунок та результати збірної Бермуд подано на першому місці
| № | Дата            | Місце                                                                       | Суперник                 | Рахунок | Результат | Змагання                                 |
| - | --------------- | --------------------------------------------------------------------------- | ------------------------ | ------- | --------- | ---------------------------------------- |
| 1 | 25 березня 2015 | Томас Робінсон, Нассау, Багами                                              | Багамські Острови        | 4–0     | 5–0       | кваліфікація чемпіонату світу 2018       |
| 2 | 25 березня 2015 | Томас Робінсон, Нассау, Багами                                              | Багамські Острови        | 5–0     | 5–0       | кваліфікація чемпіонату світу 2018       |
| 3 | 24 березня 2019 | Естадіо Сібао, Сантьяго-де-лос-Трейнта-Кабальєрос, Домініканська Республіка | Домініканська Республіка | 3–1     | 3–1       | кваліфікація Ліги Націй КОНКАКАФ 2019/20 |

## Досягнення

### Як футболіст
«Дартмут»
- Ліга плюща[42]
  -  Чемпіон (3): 2015, 2016, 2017
- Почесна відзнака Ліги плюща:[43] 2015, 2016
- Перша команда Ліги плюща: 2017[43]

«Самерсет Троянс»
- Прем'єр-дивізіон Бермуд
  -  Чемпіон (1): 2014/15[15]
- Трофей дружби
  -  Володар (1): 2015–16[16]

«Блек Рок»
- Північно-Східний Дивізіон
  -  Чемпіон (1): 2018[44]

### Легка атлетика
«Дартмут»
- Ліга плюща
  -  Чемпіон (2): 2016, 2018 (потрійний стрибок — в приміщенні)[9]